# Florine Langweil
Pour les articles homonymes, voir Ebstein.
Florine Langweil (née le 10 septembre 1861 à Wintzenheim et morte le 22 décembre 1958 à Paris 7e) est une marchande d'art, collectionneuse d'art française, spécialiste d’art extrême-oriental, philanthrope et mécène.

## Biographie

### Jeunesse

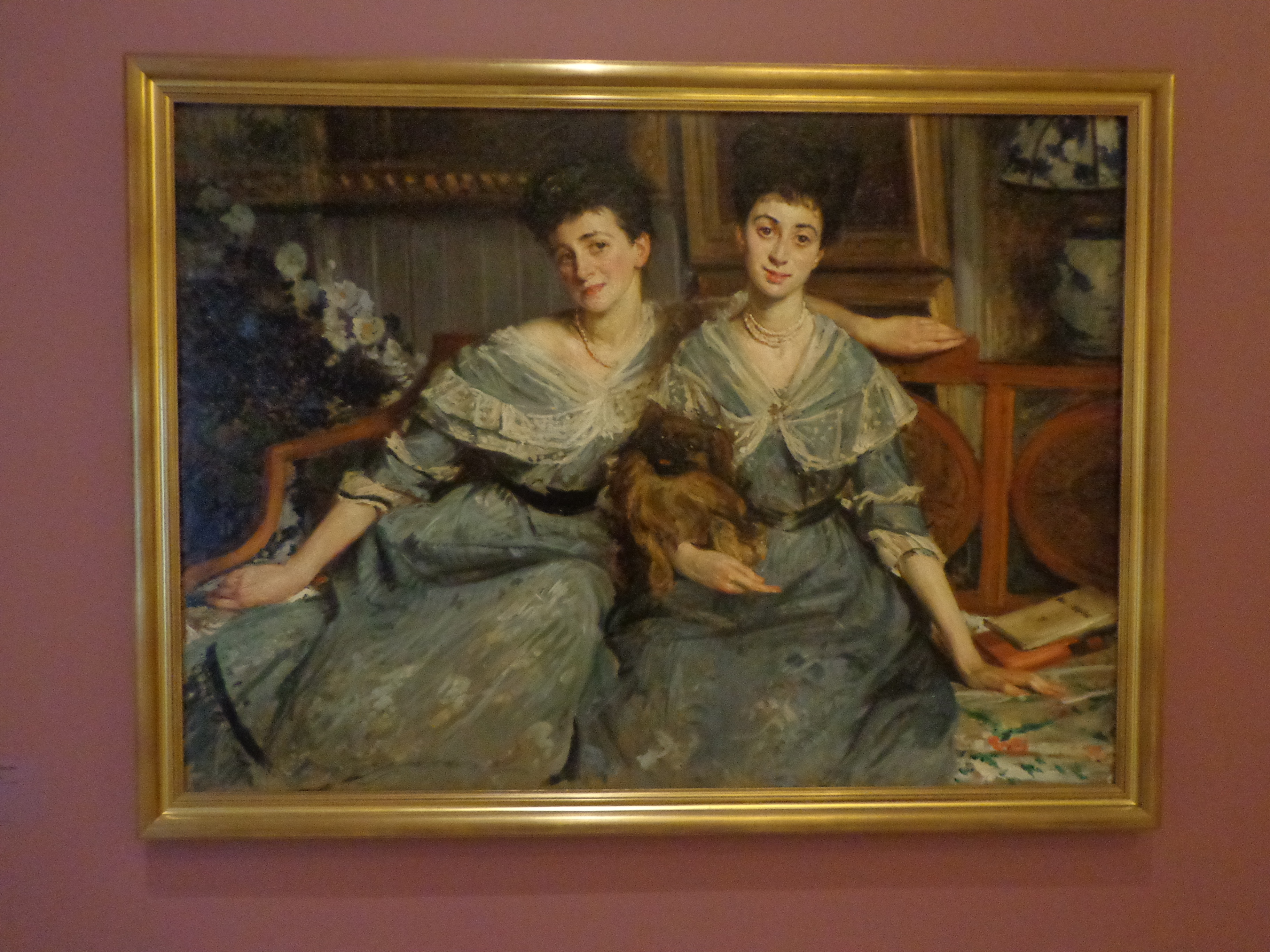
Jacques-Émile Blanche, Portrait des deux filles de Madame Langweil, vers 1919

Florine Ebstein est née le 10 septembre 1861 à Wintzenheim dans une famille pauvre d'aubergistes juifs. Ses parents sont Barbe Bluem et Isaac Ebstein. Elle est la sixième d’une famille de sept enfants.
Après la mort de ses parents en 1881, elle se rend à Paris et y vit d'abord chez un cousin qui tient une boutique de spécialités alsaciennes. A Paris, elle rencontre Charles Langweil, de 25 ans son aîné, antiquaire, originaire de Bohême. Elle l'épouse en 1885 et ils ont deux filles, Berthe et Lily. Charles Langweil abandonne sa famille en 1893, en laissant son commerce et des dettes,.

### Femme d'affaires et expertes d'art extrême-oriental
Du jour au lendemain, Florine Langweil doit reprendre le magasin d'antiquités de son mari au 4 Boulevard des Italiens.
« Lorsque je vins pour la première fois à Paris, en 1882, je ne pensais évidemment pas que je passerais ma vie au milieu des antiquités chinoises et japonaises. Ce fut mon mariage qui, ainsi qu’il arrive à presque toutes les jeunes femmes, décida de mon avenir. ».
L'Exposition universelle de Paris en 1867 et le premier Congrès international des Orientalistes tenu à Paris en 1873 ont mis le Japon à la mode et des magasins se spécialisent dans le négoce d'objets d'art oriental dans les années qui suivent. Florine Langweil remplace rapidement l'assortiment du magasin d'antiquités peu performant par des objets d'art d'Extrême-Orient, de la Chine et du Japon, s’occupant depuis Paris de l’importation directe des objets d’Extrême-Orient. Elle rapporte avoir développé une méthode commerciale qui lui assure des pièces de qualité sans avoir à se rendre sur place. Elle dirige, depuis Paris, une équipe d’agents et de prospecteurs qui parcourent la Chine, le Japon et la Corée. Ils reçoivent une forte récompense à l’achat mais, si elle considère un envoi comme insatisfaisant ou inintéressant, elle leur retourne les caisses à leurs frais. Elle fait aussi preuve d'une parfaite honnêteté, payant parfois plus cher des pièces qui lui semblent sous estimées. Les affaires la conduisent à voyager en province ou à Londres, car elle comprend très vite l'importance du marché londonien et des collections américaines,.
Elle établit ainsi la réputation de la maison qui devient l’un des premiers centres artistiques parisiens de l’époque.

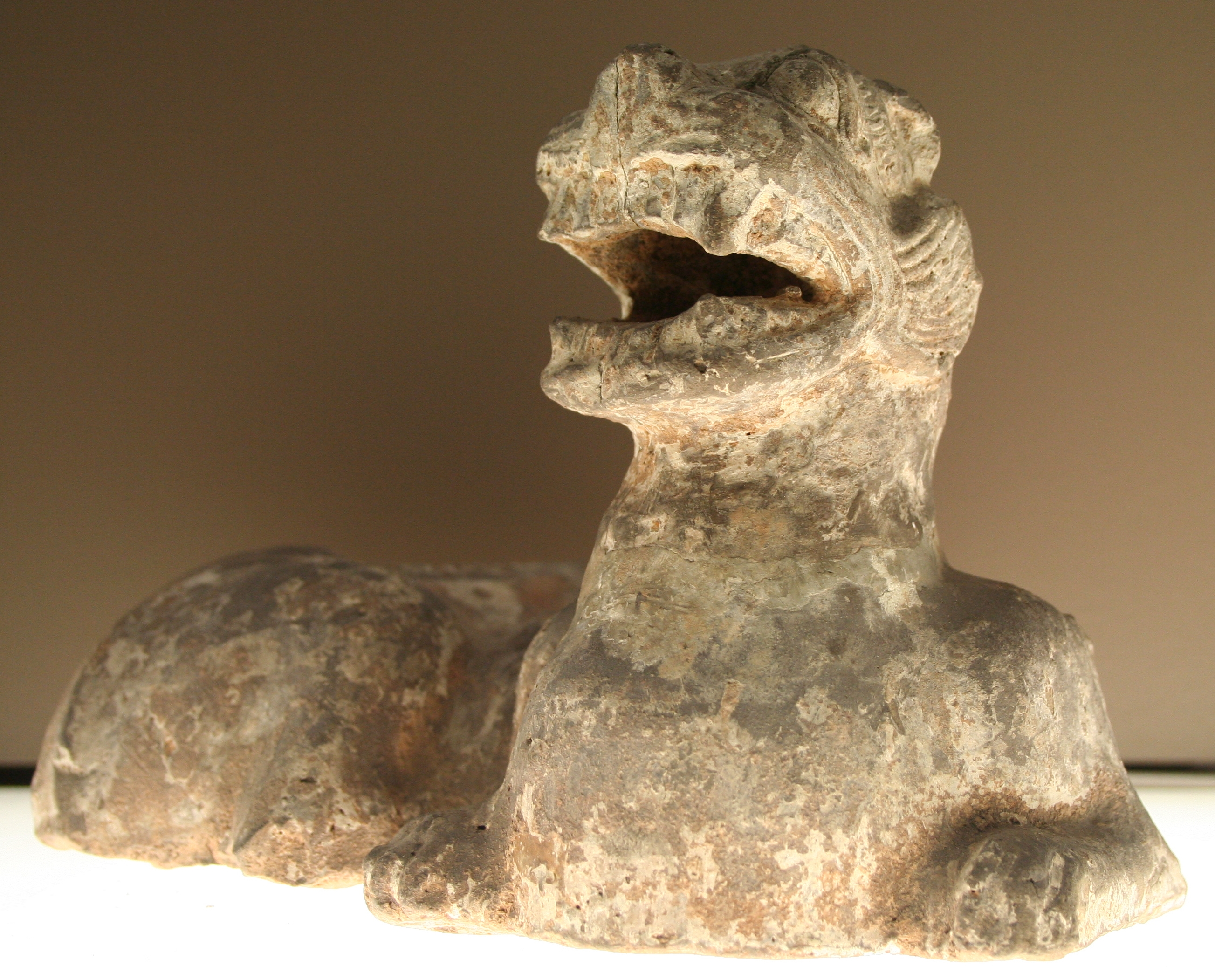
Base de chandelier en forme d'animal mythique.Fin de l'époque des Han de l'Est. Don de Florine Langweil au musée Cernuschi,

L'intérêt et le succès sont importants et de nombreux artistes, écrivains et hommes politiques figurent parmi ses clients : Louis Gonse, le joaillier Pierre Paul Vever, Georges Clémenceau, Edgar Degas, George Eumorfopoulos, Henri de Toulouse-Lautrec et Henri Rivière qui devient un ami de la famille,. Les grands musées tels que ceux de Boston, Hambourg, Düsseldorf ou Saint-Pétersbourg sont également ses clients.
Florentine Langweil devient une des plus grandes spécialistes de l’art extrême-oriental, son nom est souvent cité dans les publications, des salles de vente font appel à son expertise et le Vatican la consulte pour expertiser ses collections,,.
Parallèlement à son affaire, Florentine Langweil constitue sa propre collection d'art extrême oriental.
Après 10 ans, en 1903, elle peut se permettre d'ouvrir un magasin à une adresse plus prestigieuse, le 26 de la Place St Georges où elle achète une vaste maison aristocratique. Arsène Alexandre, Inspecteur Général des Musées de France, écrit lors de l'ouverture : « Cela ne ressemble pas du tout à une boutique, mais à une maison des mille et une nuits, avec une hôtesse magique et cosmopolite. ».
Du 9 au 13 janvier puis du 5 au 30 décembre 1911, elle organise, chez le marchand d'art Paul Durand-Ruel, deux expositions des plus belles pièces de sa collection d’art chinois.
En 1913, Florine Langweil, entre-temps devenue très riche, se retire des affaires. Elle achète l'ancien hôtel de Talleyrand, Rue de Varenne, dans lequel elle peut abriter les pièces de sa collection d'art qu'elle a conservées. Elle y vit jusqu'à sa mort, avec seulement une interruption durant la Seconde Guerre mondiale.

### Philanthrope
Elle reste attachée à sa région d'origine et entretient des relations avec sa famille restée au pays. Au fil des années, elle apporte aide et soutien à l'Alsace, faisant de nombreux dons au musée Unterlinden de Colmar, soutenant régulièrement les habitants de Wintzenheim par des envois d'effets divers, finançant une crèche dans la commune ou organisant l'aide aux réfugiés.
En plus du musée Unterlinden qui reçoit près de 250 œuvres d'art extrême-oriental, elle fait également bénéficier des musées parisiens (Louvre, musée des arts décoratifs) et alsaciens (Strasbourg, Mulhouse) de ses collections,.
En 1914, elle offre au musée Unterlinden de Colmar quatre boîtes contenant des objets d'art d'Extrême-Orient.
Cependant, la Première Guerre mondiale empêche de nouvelles donations. Elle fonde alors une organisation d'aide aux réfugiés, La Renaissance des foyers en Alsace, en 1915 « Cette œuvre qui s’efforce de substituer aux banales aumônes, l’assistance par le travail, en donnant à faire, aux femmes évacuées d’Alsace, de la couture et du tricot et qui, lorsque le moment sera venu de réinstaller de façon durable les familles chez elles, s'appliquera à remplir les armoires vides. »  et installe dans sa maison à Courcelles 28 lits pour des blessés de guerre en convalescence. De 1915 à 1919, une trentaine de militaires convalescents y sont hébergés. En 1916, elle organise, au profit de l'association, une exposition, Peintures et œuvres d’art anciennes de la Chine et du Japon, tirée des plus célèbres collections de Paris, dont la splendeur fit grand bruit dans la presse,.
Après la guerre, en 1920, elle lègue au musée de Colmar quatre œuvres de Jacques-Émile Blanche, Henri Rivière, Léon Belly et Ary Scheffer.
En reconnaissance de tous ces dons, le musée Unterlinden inaugure le 13 juillet 1923 la salle Langweil où est exposée sa collection qu'elle continue d'enrichir par de nouveaux dons. Florine Langweil surveille de près la gestion de ses donations par le musée : en 1931, elle s'oppose à ce que l'étiquetage soit bilingue français/allemand et en 1939 s'oppose au transfert d'une partie des œuvres au Musée d'Histoire naturelle « Je n'admet pas qu'on confonde les objets d'art ancien de la Chine et du Japon avec la pacotille ethnographique ! ».

#### Prix de français en Alsace
En 1923, avec Jean-Jacques Waltz, Florine Langweil fonde le Prix de français en Alsace pour les écoles primaires afin de promouvoir la connaissance de la langue française. Plus de 1 700 écoles alsaciennes postulent pour cette distinction, qui est décernée jusqu'au début de la Seconde Guerre mondiale,.

#### Seconde Guerre mondiale
Au début de la Seconde Guerre mondiale, Florine Langweil s'enfuit à Toulouse avec sa fille Berthe et son gendre André Noufflard. Elle achète alors une propriété de campagne à Bergerac, où elle vit de 1941 à 1943. Elle prend le nom de Langlois pour cacher ses origines juives. Henry Rivière y vit également. Quand la situation devient trop dangereuse, elle passe les derniers mois de la guerre à Paris puis en Normandie.
Entre-temps, une grande partie de sa collection est confisquée sur ordre d'Hermann Goering mais la plupart des œuvres ont été restituées en 1949 par la Commission de récupération artistique,.

### Fin de vie
À l'exception de quelques pièces qui sont allées au musée Unterlinden, du  Paravent à douze feuilles à décor de pins et de grues légué au Musée Guimet, la succession de Florine Langweil est vendue aux enchères à l'Hôtel Drouot.
Un paravent d’or, où figure l’arrivée en Chine des premiers Hollandais, est acheté par le Rijksmuseum d’Amsterdam

## Distinctions et postérité
- 1921 : Chevalière de la Légion d'honneur à Wintzenheim pour son action pendant la guerre[3],[17]

- 1935 : Officière de la Légion d'honneur à Colmar[18]

- La Collection Langweil est exposée ponctuellement, comme en 2014, au Musée Unterlinden[19].

- Une rue de Wintzenheim porte son nom.

- Florine Langweil est une des rares femmes à avoir exercé la profession de marchande d'art. Elles sont peu mentionnées dans l'histoire de l'art. Le projet Women Arts Dealers Digital Archives (WADDA) a pour objectif de leur donner la visibilité qu'elles méritent. Une plateforme en ligne regroupe des projets de recherche consacrés aux marchandes d’art et à leurs trajectoires[20].